# Dacryodes klaineana
Dacryodes klaineana är en tvåhjärtbladig växtart som först beskrevs av Jean Baptiste Louis Pierre, och fick sitt nu gällande namn av Herman Johannes Lam. Dacryodes klaineana ingår i släktet Dacryodes och familjen Burseraceae. Inga underarter finns listade i Catalogue of Life.